# Куликово поле (группа)
«Куликово поле» — советская и российская группа, исполняющая музыку с элементами разных направлений рок-музыки.  Образована в 1987 году солистом Евгением Куликовым и гитаристом Михаилом Русиновым в Пензенской областной филармонии.
Музыкальный стиль группы основан на гармоничном сочетании элементов таких направлений рок-музыки, как поп-рок, классический рок, хард-рок, арт-рок, прогрессивный рок, симфо-рок, фолк-рок.
Наиболее известна в конце 1980-х — 1990-х г.

## История
Изначально группа называлась «Маэстро», после первых гастролей по городам Сибири, где выяснилось, что название у публики ассоциируется с Раймондом Паулсом, группа стала называться «Маэстро Левенгук» — был придуман образ музыканта рассматривающего через свои песни, как через увеличительное стекло, происходящее вокруг, но из-за постоянной путаницы, в 1990-м году музыканты решили переименовать группу в «Куликово поле».
В 1989 году вокалист группы Евгений Куликов стал победителем телевизионного конкурса «Юрмала-89» с песней «Как все». Как писала пресса — «это был единственный раз за всю мировую историю конкурсов, когда традиции были нарушены и в прямом эфире гала-концерта закрытия на главном телеканале страны лауреат второй премии выступал дважды — во время награждения и в финале  Оба раза Евгений Куликов исполнял свои песни на бис. После завершения прямого эфира овации в зале ещё долго не прекращались и Евгений исполнил песню «Как все» третий раз, после чего восторженная публика принялась качать его на руках.
Для конкурса группой были аранжированы и записаны песни «Как все» и «Ночь цветов», третьей композицией стал фрагмент Рок-мюзикла «Улица» Владимира Преснякова старшего на стихи Валерия Сауткина «Жил шутя». 
В качестве гостя Евгений Куликов участвовал в Международном музыкальном фестивале в Москве «Face To Face» (1989), а затем весь коллектив, в том же качестве, выступал на фестивалях «Золотое яблоко» в Алма-Ате (1989), Ялта 90, Ялта-91. Далее — лауреат фестивалей «Шлягер-90» и «Шлягер-91» (Ленинград).
Участие в телепрограммах: «Рождественские встречи» Аллы Пугачевой (1990), «Песня года», «Овация», «Утренняя почта», «Утренняя звезда», «Доброе утро», «До 16 и старше», «Телешоу 50/50», «Программа А», «Хит-парад Останкино» и других.
В начале 90-х сотрудничали с «Театром песни Аллы Пугачёвой», Эдуардом Михайловичем Смольным
В 1993 году состоялись сольные концерты в Театре эстрады в Москве, с телевизионными съёмками и эфирами на Телеканале «Россия» (1994), повторные трансляции: РТР (1996); MUSIC BOX с интервью и комментариями Евгения Куликова (2015).
В 1994 в Тирасполе Евгений Куликов и группа «Куликово поле» представили концертную программу «Любовь на «Куликовом поле», а в 1996 в Петровске — программу «На краю земли».
В 1997 в Пензе на стадионе «Труд» состоялись концерты, посвященные 10-летию группы «Куликово поле».
Вскоре пути участников разошлись: Евгений Куликов, Константин Зотов, Александр Клещев занялись бизнесом, Василий Фигаровский организовал в Москве студию звукозаписи, Михаил Русинов устроился в ЦДИ, а Михаил Насонов стал преподавателем музыкальной школы.
В 2017 году к 30-летию создания группы «Куликово поле» Евгений Куликов подготовил Юбилейный Творческий вечер — концерт-спектакль «Прожить несколько жизней»
В 2020 году Евгений Куликов провёл «Медиамарафон» — каждый день в течение недельного интервью отвечал на вопросы журналистов и публики.
Большинство песен записано на собственной студии группы в Пензе, а также в Москве в студиях «Тон-ателье» Александра Кальянова, «ГАЛА», «ГДРЗ» / Государственный дом радиовещания и звукозаписи, студии № 3 и № 5.
В истории группы есть и такой, весьма примечательный эпизод:  30.11.1989 г в ГДРЗ, в записи композиции «Ангел-Хранитель» (муз. Василий Фигаровский, ст. Евгений Куликов), принимала участие струнная группа эстрадно-симфонического оркестра Центрального телевидения и Всесоюзного радио под управлением Александра Михайлова. Звукорежиссёры: Вадим Астахов и Дмитрий Гнездилов. Надо сказать, участие оркестра в рок-композициях тогда было небывалым событием. Однако музыкантам оркестра этот опыт настолько понравился, что после успешного студийного сотрудничества, оркестр сделал собственные оркестровки нескольких песен группы для выступлений с Евгением Куликовым в качестве солиста. Премьера состоялась в Москве, в Колонном зале Дома союзов, что тогда так же было из ряда вон выходящим действом.

## Кинематограф
В 1992 году группа «Куликово поле» приняла участие в записи музыки, написанной Евгением Куликовым к художественному фильму «Билет в Красный театр», где снимались: Олег Басилашвили, Александр Демьяненко, Евгений Лебедев, Александр Фатюшин, Виктор Ильичёв, Николай Трофимов, Марина Яковлева, Александр Числов, Александр Черкашин и другие.
Киностудия имени Горького, режиссёр Амурбек Гобашиев, сценарист Ариф Алиев
Музыка записывалась в Пензе на студии группы, а сведение записанного материала производилось на Пензенском радио при техническом участии Александра Зубкова.

## Состав группы
- Евгений Куликов — вокал;
- Михаил Русинов — гитара, вокал;
- Василий Фигаровский — бас, губная гармошка, вокал;
- Константин Зотов — гитара, скрипка, вокал;
- Юрий Павлушин — клавишные (до 1991 г.);
- Михаил Насонов — клавишные, саксофон, блок-флейта;
- Александр Клещёв — барабаны.

Авторы большинства музыки: Михаил Русинов, Евгений Куликов, Василий Фигаровский; автор большинства текстов — Евгений Куликов. В написании некоторых песен принимали участие композиторы: Юрий Чернавский, Алексей Познахарев, Аркадий Укупник, Андрей Потёмкин; поэты: Александр Шаганов, Богдан Харченко, Татьяна Изотова.
Наиболее известные песни: «Как все», «Бедные голуби», «Куликово поле», «Царь-батюшка», «Господа, не бейте зеркала», «Город», «Давай не будем говорить о любви», «My little girl» («Моя маленькая девочка»).

## Дискография
1. 1989 — Евгений Куликов и группа «Маэстро Левенгук» — «Первый, блин!» (Самиздат, МС);
2. 1989 — Евгений Куликов и группа «Маэстро Левенгук» — «Кругозор“ № 12» («Мелодия», FD, Г89-13116)[22];
3. 1990 — Евгений Куликов и группа «Маэстро Левенгук» — «Как все?..» («Мелодия», EP, С62 30077 003);
4. 1992 — Евгений Куликов и группа «Куликово поле» — «Куликово поле» («GALA Records», MC);
5. 1992 — Евгений Куликов и группа «Куликово поле» — «Кругозор» № 4-7» («Кругозор (2)», MC, Г92-337-340)[23];
6. 1993 — Евгений Куликов и группа «Куликово поле» — «Любовь на Куликовом поле» (Студия «Союз», MC, SZ MC 0021-93);
7. 1994 — Евгений Куликов и группа «Куликово поле» — «Антология» («APEX Ltd.», CD, AXCD 2-0016);
8. 1995 — «STARCO. Футбольная команда звёзд эстрады России» (сборник) («Бекар Records» & Студия «Союз», МС, CD, SZCD 0394-95);
9. 1997 — «Любовь — не морковь (2). День защиты мужчин» (сборник) («RDM», CD, CD RDM 708182);
10. 2002 — Евгений Куликов — «Тот самый» («Куликово поле Records», CD);
11. 2010 — Евгений Куликов и группа «Куликово поле» — «Video Live» («Куликово поле Records», DVD);
12. 2011 — Евгений Куликов — «Лучшие песни» («Куликово поле Records», СD).
13. 2018 — Герои 90х (сборник) («Очень деловые люди», CD MP3)
14. 2024 — Переизданы отреставрированные записи альбомов прошлых лет на всех музыкальных стримминговых площадках

## Рекорды группы
5 сольных концертов в день на разных площадках
84 концерта за месяц, при существовавшей тогда филармонической норме 32 концерта.
Рекорд по времени на сбор между концертами: переодевание, сворачивание и загрузка инструментов, костюмов и аппаратуры в трейлер и автобус от момента ухода за кулисы и до закрытия дверей в автобусе (10 чел. вместе с техниками) — 6 минут 30 секунд. Зафиксирован в Томске после концерта в концертном зале филармонии.

## Память
21 июля 2023 года в Пензе в «Доме Бадигина» открылась выставка, посвящённая истории местных рок-коллективов. Почётное место на выставке было отведено группе «Куликово поле».